# Liste der Baudenkmäler im Kölner Stadtteil Pesch
Die folgende Liste enthält die in der Denkmalliste ausgewiesenen Baudenkmäler auf dem Gebiet des Stadtteils Köln-Pesch, Stadtbezirk Köln-Chorweiler, Nordrhein-Westfalen.
Hinweis: Die Reihenfolge der Baudenkmäler in dieser Liste orientiert sich an den Straßennamen und ist alternativ nach Hausnummern, Denkmallistennummer oder Bezeichnung sortierbar.
Basis ist die offizielle Kölner Denkmalliste (Stand: 16. August 2012), die Baudenkmäler und Denkmalbereiche auflistet. Dabei kann es sich beispielsweise um Sakralbauten, Wohn- und Fachwerkhäuser, historische Gutshöfe und Adelsbauten, Industrieanlagen, Wegekreuze und andere Kleindenkmäler sowie Grabmale und Grabstätten, die eine besondere Bedeutung für die Geschichte Kölns haben, handeln. Grundlage für die Aufnahme in die offiziellen Denkmallisten ist das Denkmalschutzgesetz Nordrhein Westfalens.

| Bild                           | Bezeichnung              | Lage                           | Beschreibung | Bauzeit | Einge- tragen seit | Denk- mal- nr. |
| ------------------------------ | ------------------------ | ------------------------------ | ------------ | ------- | ------------------ | -------------- |
| Fotos hochladen                | Kleindenkmal (Wegekreuz) | Pesch Donatusstr. o. Nr. Karte |              |         | 1. Juli 1980       | 485            |
| Fotos hochladen                | Wohnhaus                 | Pesch Escher Str. 1 Karte      |              |         | 13. März 1989      | 4881           |
| Fotos hochladen                | Hofanlage (Kriegshof)    | Pesch Escher Str. 29 Karte     |              |         | 30. Januar 1992    | 6378           |
| weitere Bilder Fotos hochladen | Donatuskapelle           | Pesch Escher Str. o. Nr. Karte |              |         | 18. Dezember 1990  | 5845           |
| Fotos hochladen                | Paulshof/Hofanlage       | Pesch Johannesstr. 22 Karte    |              |         | 1. Oktober 1990    | 5711           |
| Fotos hochladen                | Heribertshof/Hofanlage   | Pesch Johannesstr. 28 Karte    |              |         | 19. September 1989 | 5264           |
| Fotos hochladen                | Wohnhaus                 | Pesch Longericher Str. 7 Karte |              |         | 12. Januar 1989    | 4783           |
| Fotos hochladen                | Wohnhaus                 | Pesch Longericher Str. 9 Karte |              |         | 7. März 1989       | 4874           |

- Karte mit allen Koordinaten:
- OSM |
- WikiMap